# Erdheim-Chester-Erkrankung
Die Erdheim-Chester-Erkrankung ist eine Erkrankung aus der Gruppe der Histiozytosen. Das mittlere Alter bei Erkrankungsbeginn liegt bei 53 Jahren. Eine familiäre Häufung besteht nicht. Bis 2013 waren weniger als 500 Fälle dokumentiert worden.

## Geschichtliche Aspekte
Der spätere Kardiologe William Chester (1903–1974) beschrieb die Erkrankung 1930 erstmals. Die Entdeckung der Erkrankung war während eines Forschungsaufenthalts bei Jakob Erdheim (1874–1937) in Wien erfolgt. Erst 1972 prägte der amerikanische Pathologe Henry Lewis Jaffe (1896–1979) das Deonym Erdheim-Chester-Erkrankung als Bezeichnung für die Krankheit.

## Symptome
Da die Erkrankung viele Organsysteme befallen kann, sind die Symptome entsprechend vielgestaltig.
Bei bis zu 74 % der Patienten ist das Skelettsystem beteiligt. Dann stehen Knochenschmerzen bei symmetrischen osteosklerotischen Veränderungen der Diaphysen der langen Röhrenknochen im Vordergrund, vor allem an Schienbein (Tibia) und Oberschenkelknochen (Femur). Dabei kommt es zur diffusen Sklerosierung des Markraums (der Spongiosa), die auch zu einer vermehrten Anreicherung in der Skelett-Szintigraphie führt.
Ein Exophthalmus (27 %), Fieber, Gewichtsverlust und Xanthome der Haut (19 %) kommen seltener vor. Auch eine Beteiligung des Retroperitonealraums mit Fibrose und daraus resultierender Hydronephrose, der Niere und der Lunge u.a mit Pleuraerguss wurden beschrieben. Knotige Weichteilverdickungen um die Nieren, die ringförmig erscheinen, sind typisch und als "hairy kidney"-Phänomen im Ultraschall fast pathognomonisch.
Häufig ist eine neurologische Beteiligung. Intrakranielle Läsionen finden sich insbesondere im Bereich von Kleinhirn, Hypophyse und Hirnstamm und können sich durch eine Ataxie oder einen Diabetes insipidus bemerkbar machen. Darüber hinaus kommen Sehstörungen, Kopfschmerzen und Schlaganfall vor.
Bei etwa jedem dritten Patienten findet sich auch eine kardiovaskuläre Beteiligung, mit koronarer Herzkrankheit in 25 %, Herzmuskel-Infiltrationen in 25 %, Herzbeutel-Beteiligung in 13 % und Störungen des Erregungsleitungssystems in 8 %. In 17 % sind auch die Aorta und große Schlagadern betroffen, meist als Infiltration der Adventitia mit einem Aussehen der Schlagadern v. a. in der Echographie, als ob sie beschichtet seien ("coated").

## Therapie
Aufgrund der Seltenheit der Erkrankung existieren keine prospektiven kontrollierten Therapiestudien. Die empirische Therapie erfolgt mit Steroiden, Bisphosphonaten, Cyclophosphamid und Etoposid. Eine Behandlung mit Interferon-α stellt möglicherweise einen vielversprechenden Ansatz dar.
Bei Patienten mit einer BRAF V600E - Mutation kommt eine Therapie mit Vemurafenib in Betracht.

## Prognose
Die Heilungschancen hängen von dem Ausmaß ab, in dem die inneren Organe betroffen sind. Im Fall einer erfolglosen Therapie sterben die Betroffenen meist 2 bis 3 Jahre nach der Diagnose aufgrund von kongestivem Herzversagen, einer Lungenentzündung oder Nierenversagen.